# 李維榆
李維榆，江西吉水人，清朝政治人物。举人出身。
嘉庆十一年（1806年），擔任清朝廣州府新安縣知縣。嘉慶十五年（1810年），李維榆建议搬移東龍洲炮台往九龙。后由章予之接任。